# ミッドタウン

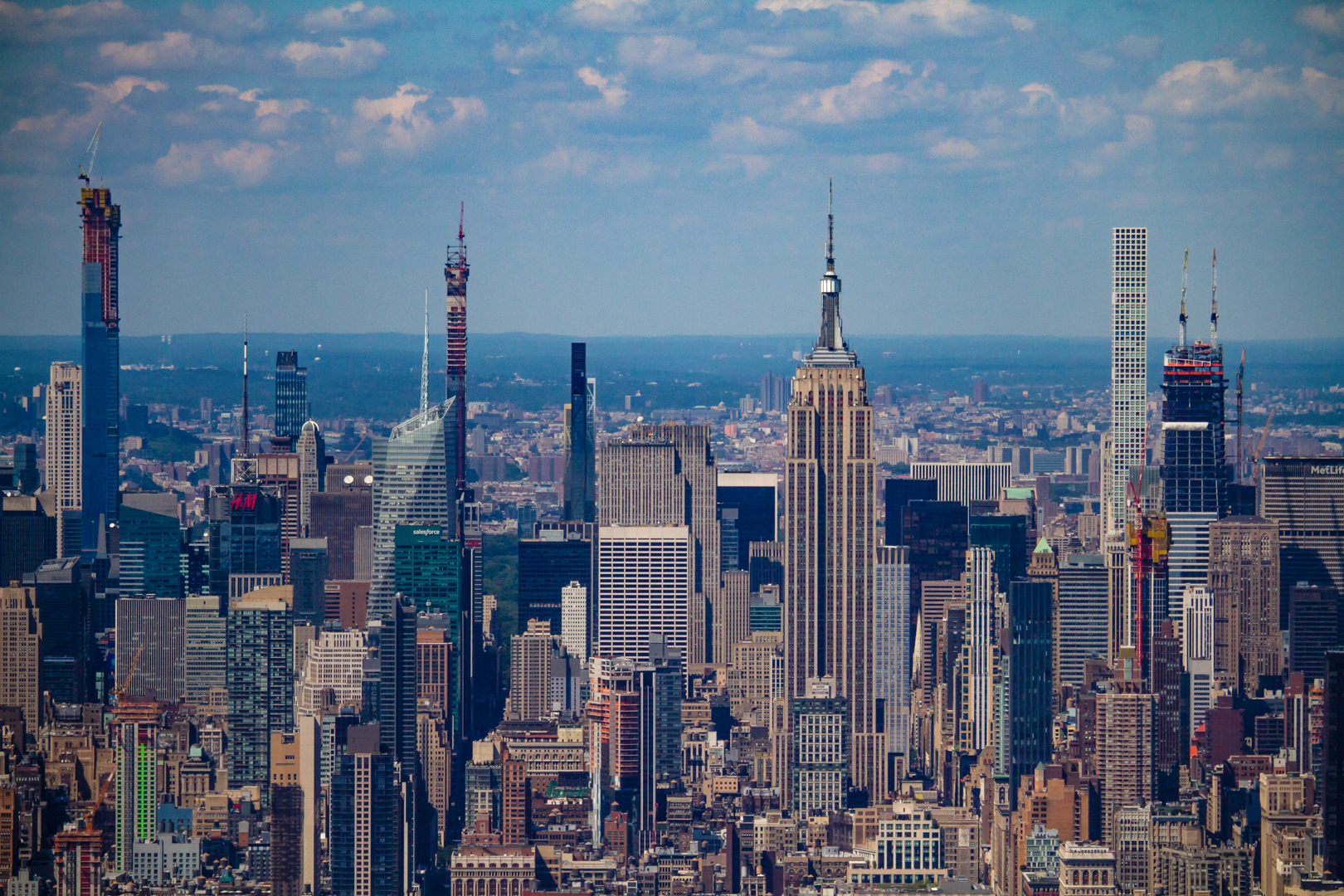
ミッドタウン（2019年）

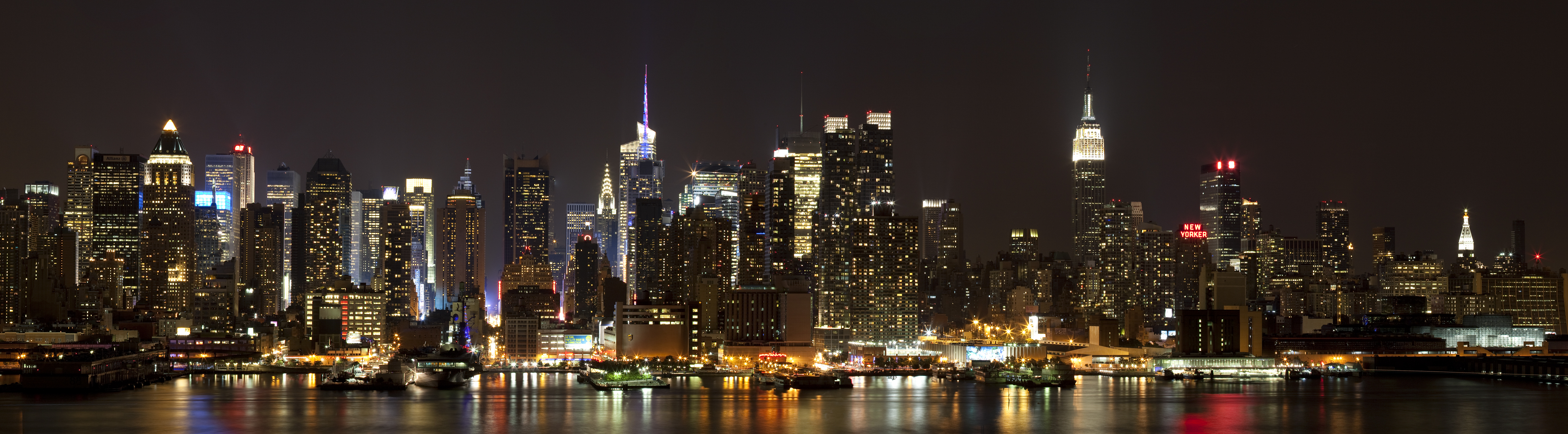
ニュージャージー側からハドソン川をはさんで見たミッドタウン

ミッドタウン（Midtown）は、アメリカ合衆国ニューヨーク市マンハッタンの地区の1つである。多くの事務所や高層建築、商業施設、専門店等があり、経済活動が活発な地域である。また多くの観光客がここに集まる。

## 範囲
この名前で呼ばれる地区の範囲は使われる文脈によって異なる。マンハッタンをアップタウン、ミッドタウン、ダウンタウンの三つに分けた場合、南北は14丁目からセントラルパークの南端を通る59丁目まで、東西はイースト川・ハドソン川に挟まれた地域がミッドタウンである。しかし通常は南側の境界を31丁目辺りとすることが多い。その場合、14丁目と31丁目の間は、5番街を境にして東側をグラマシー、西側をチェルシーと呼ぶ。更に南側の境界を42丁目とし、東西は3番街と9番街の間を指す場合もある。
なおニューヨークの場合、ダウンタウンとアップタウンは他の都市とは意味が異なり単に南北方向の位置を表しているに過ぎない。地下鉄の標識ではこれが使われているが、通常はそれぞれロウアー・マンハッタン、アッパー・マンハッタンと呼ぶ。

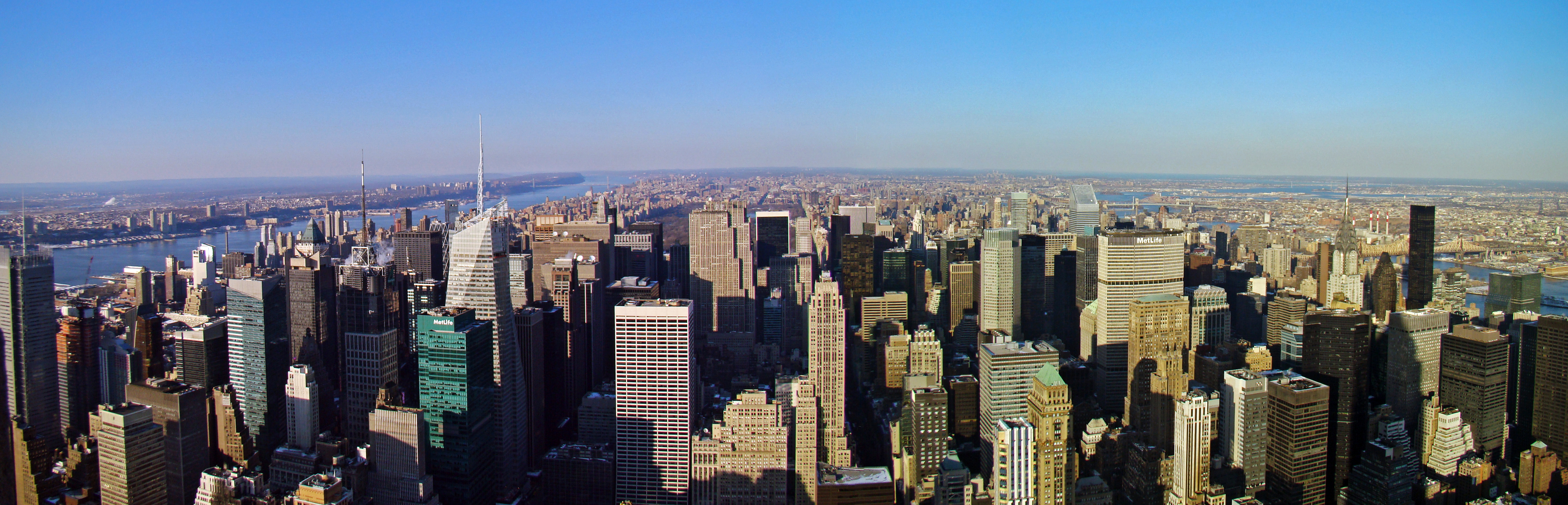
エンパイア・ステート・ビルディングから撮影した昼間のミッドタウン

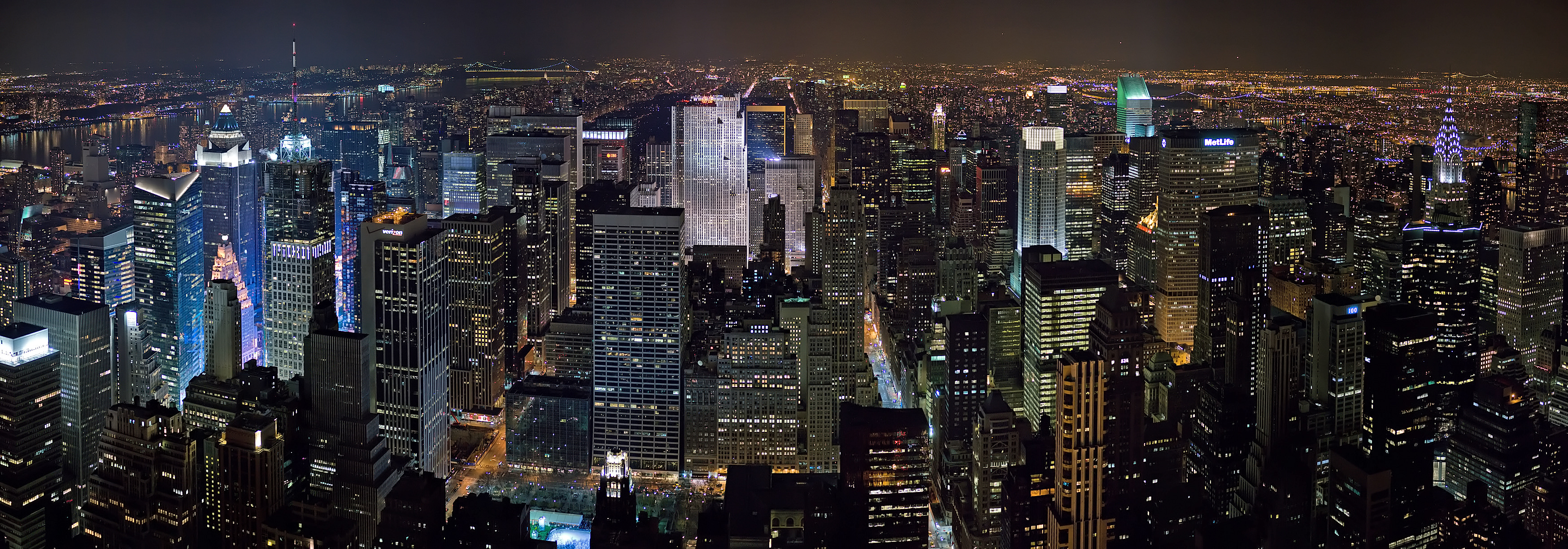
エンパイア・ステート・ビルディングから撮影した夜のミッドタウン

## 出身著名人
- ジョーイ・ロガーノ - ナスカーのレーシングドライバー

## 主な建物と場所
- エンパイア・ステート・ビルディング
- バンク・オブ・アメリカ・タワー
- ニューヨーク近代美術館
- ニューヨーク・タイムズ・ビルディング
- ロックフェラー・センター
- セント・パトリック大聖堂
- グランド・セントラル駅
- ニューヨーク公共図書館
- クライスラービル
- タイム・ワーナー・センター
- 国際連合本部ビル
- カーネギー・ホール
- ポートオーソリティー・バスターミナル
- マディソン・スクエア・ガーデン (チェルシー)
- シティグループ・センター
- ニューヨーク中央郵便局 (チェルシー)
- ペンシルベニア駅 (チェルシー)
- プラザホテル
- ブライアント・パーク
- トランプ・タワー (ニューヨーク)
- タイムズスクエア
- タワー 49 (Tower 49)